# Tylimanthus
Tylimanthus là một chi rêu trong họ Acrobolbaceae.